# Лукас (Айова)
Лукас (англ. Lucas) — місто (англ. city) в США, в окрузі Лукас штату Айова. Населення — 172 особи (2020).

## Географія
Лукас розташований за координатами 41°1′57″ пн. ш. 93°27′42″ зх. д. / 41.03250° пн. ш. 93.46167° зх. д. (41.032410, -93.461601).  За даними Бюро перепису населення США в 2010 році місто мало площу 2,52 км², з яких 2,50 км² — суходіл та 0,02 км² — водойми.

## Демографія
Згідно з переписом 2010 року, у місті мешкало 216 осіб у 89 домогосподарствах у складі 59 родин. Густота населення становила 86 осіб/км².  Було 112 помешкання (44/км²).
Расовий склад населення:
| - 95,4 % — білих - 0,5 % — чорних або афроамериканців |

До двох чи більше рас належало 4,2 %. Частка іспаномовних становила 1,9 % від усіх жителів.
За віковим діапазоном населення розподілялося таким чином: 22,2 % — особи молодші 18 років, 57,9 % — особи у віці 18—64 років, 19,9 % — особи у віці 65 років та старші. Медіана віку мешканця становила 47,4 року. На 100 осіб жіночої статі у місті припадало 113,9 чоловіків;  на 100 жінок у віці від 18 років та старших — 110,0 чоловіків також старших 18 років.
Середній дохід на одне домашнє господарство  становив 54 712 долари США (медіана — 50 938), а середній дохід на одну сім'ю — 70 044 долари (медіана — 57 188). За межею бідності перебувало 11,2 % осіб, у тому числі 0,0 % дітей у віці до 18 років та 4,2 % осіб у віці 65 років та старших.
Цивільне працевлаштоване населення становило 113 особи. Основні галузі зайнятості: роздрібна торгівля — 35,4 %, транспорт — 19,5 %, освіта, охорона здоров'я та соціальна допомога — 14,2 %.